# Melrose Place (2. évad)

## Főszereplők
- Josie Bissett – Jane Mancini szerepében.
- Thomas Calabro – Dr. Michael Mancini szerepében.
- Doug Savant – Matt Fielding szerepében.
- Grant Show – Jake Hanson szerepében.
- Andrew Shue – Billy Campbell szerepében.
- Courtney Thorne-Smith – Alison Parker szerepében.
- Daphne Zuniga – Jo Beth Reynolds szerepében.

## Special Guest Star
- Heather Locklear – Amanda Woodward szerepében.

## Főbb vendégszereplők
- Marcia Cross – Dr. Kimberly Shaw szerepében.
- Linda Gray – Hilary Michaels szerepében.
- Laura Leighton – Sydney Andrews szerepében.

## Epizódok
- 033 Much Ado About Everything
- 034 A Long Night's Journey
- 035 Revenge
- 036 Fire Power
- 037 Of Bikes and Men
- 038 Hot and Bothered
- 039 Flirting With Disaster
- 040 No Bed of Roses
- 041 Married To It
- 042 The Tangled Web
- 043 Collision Course
- 044 Cold Turkey
- 045 Duet For One
- 047 Under the Mistletoe
- 048 Reunion Blues
- 049 Michael's Game
- 050 Arousing Suspicions
- 051 The Young Men and the Sea
- 052 Parting Glances
- 053 Swept Away
- 054 With This Ball and Chain
- 055 Otherwise Engaged
- 056 Love, Mancini-Style
- 057 The Two Mrs. Mancini
- 058 In Bed With the Enemy
- 059 Psycho Therapy
- 060 The Bitch Is Back
- 061 Imperfect Strangers
- 062 Devil With the G-String On
- 063 Til Death Do Us (Part 1)
- 064 Til Death Do Us (Part 2)

## Külső hivatkozások
- Melrose Place